# Solanum megalochiton
Solanum megalochiton là loài thực vật có hoa trong họ Cà. Loài này được Mart. miêu tả khoa học đầu tiên năm 1838.